# Ice Chips
"Ice Chips" es el octavo episodio de la tercera temporada de la comedia dramática televisiva estadounidense The Bear. Es el episodio número 26 de la serie y fue escrito por la productora ejecutiva Joanna Calo y dirigido por el creador de la serie Christopher Storer. Fue lanzado en Hulu el 26 de junio de 2024, junto con el resto de la temporada.
La serie sigue a Carmen "Carmy" Berzatto, un galardonado chef de cocina de la ciudad de Nueva York, que regresa a su ciudad natal de Chicago para dirigir la fallida tienda de sándwiches de carne italiana de su difunto hermano Michael. En este episodio, Natalie se pone de parto y se ve obligada a llamar a su madre Donna para que la ayude. Este es el primer episodio en el que Ebon Moss-Bachrach no aparece, aunque todavía aparece en los créditos. Con esto, ningún miembro principal del reparto apareció en todos los episodios de la serie. 
El episodio recibió elogios de la crítica, y Abby Elliott y Jamie Lee Curtis recibieron grandes elogios por sus actuaciones en el episodio. 

## Trama
Atrapada en el tráfico, Natalie (Abby Elliott), agitada, llama a Pete, Sydney, Carmy, Marcus y Richie, pero nadie puede responder debido al inicio del servicio en el restaurant. Harta y después de que otro conductor le grite, detiene el auto al lado de la carretera. Sin otros contactos, se ve obligada a llamar a Donna (Jamie Lee Curtis). 
Natalie se encuentra con Donna en el estacionamiento del hospital y se siente frustrada por los intentos de su madre de calmarla. En su habitación del hospital, Donna ayuda con éxito a calmar a Natalie durante sus contracciones. Luego habla de su experiencia durante los nacimientos de Mikey y Carmy. El obstetra de Natalie, el Dr. Kevin (Keith Kupferer), explica el proceso y le da a Natalie la opción de oxitocina o pitocina, y Donna sugiere esta última. Mientras esperan más instrucciones, Natalie revela que no le contó a Donna sobre su embarazo por temor a que no viva en un ambiente disfuncional como lo vivió ella con su madre. 
Mientras Natalie lamenta la situación que le puso a Donna, Donna afirma que será una buena madre y también le dice que está tratando de mejorar como madre para ella y Carmy. Luego le habla del día de su nacimiento, donde mientras esperaba en un ambiente tranquilo, a diferencia de sus hermanos, hizo la espera escuchando la canción "Baby, I Love You", la misma que Donna le hace escuchar a Natalie en su espera. Pete (Chris Witaske) finalmente llega y agradece a Donna por quedarse con Natalie. Mientras Pete consuela a Natalie, Donna sale silenciosamente y se queda en la sala de espera. Fak (Matty Matheson) y Theodore (Ricky Staffieri) llegan para consolar a una Donna emocionalmente agotada, que está encantada de convertirse en abuela. 

## Producción

### Desarrollo
En mayo de 2024, Hulu confirmó que el octavo episodio de la temporada se titularía "Ice Chips" y sería escrito por la productora ejecutiva Joanna Calo y dirigido por el creador de la serie Christopher Storer.  Fue el sexto crédito de escritura de Calo y el 17º crédito de dirección de Storer. 

### Música
El episodio incluyó en su banda sonora las canciones "New Noise" de Refused, "13 Ghosts II" de Nine Inch Nails y "Baby, I Love You" de The Ronettes.

## Lanzamiento
El episodio, junto con el resto de la temporada, se estrenó el 26 de junio de 2024 en Hulu.  Originalmente, la temporada estaba programada para estrenarse el 27 de junio. 

## Reseñas críticas
"Ice Chips" recibió elogios de la crítica. Jenna Scherer de The AV Club le dio al episodio una calificación de "A" y escribió: "Esperaba que "Ice Chips" comenzara mal y solo empeorara, como "Fishes". (No sé ustedes, pero yo estaba tan seguro de que Donna estaba mintiendo cuando le aseguró a Nat que había llamado a Pete). Pero Calo y el director del episodio Christopher Storer nos brindan algo mucho más catártico y mucho más sorprendente".
Marah Eakin de Vulture le dio al episodio una calificación de 4 estrellas sobre 5 y escribió: "El episodio hace un gran trabajo transmitiendo eso, cronometrando las contracciones de Natalie en lo que parece tiempo real. No estamos allí durante todo el parto. Ese sería un episodio de una hora, pero la dirección y la cinematografía del período previo se sienten reales. Jamie Lee Curtis y Abby Elliott se ven como se ven, llorando y con el cabello revuelto, y no hay gritos cómicos exagerados ni locura rompiendo aguas".  AJ Daulerio de Decider escribió: "El gran pánico de esta temporada proviene del inminente parto de Sugar. Y a diferencia de los constantes GRITOS de esos otros episodios, "Ice Chips" se basa en silencios incómodos y traumas tácitos para aumentar la ansiedad". 
Brady Langmann de Esquire escribió: "Me ahorraré los detalles, pero la señora Berzatto recuerda haber visto una hermosa pecera. Le entristeció alejarse de ella, pero encontró consuelo en el hecho de que otras personas también experimentarían y disfrutarían la vista. Toma de eso lo que quieras, pero tal vez la señora Berzatto sienta que, entre Michael, Carmy y Sugar, finalmente crió una generación de Berzattos que dejarán el mundo mejor que ella".  Natalie Zamora de Show Snob escribió: ""Ice Chips" es sin duda uno de los episodios más emotivos de la temporada 3 de The Bear, y nos brinda momentos muy necesarios entre Natalie y Donna. Solo quedan dos episodios de la temporada y no puedo esperar a ver adónde irá a continuación". 

### Reconocimientos
TVLine nombró a Abby Elliott y Jamie Lee Curtis como los "Artistas de la semana" durante la semana del 6 de julio de 2024, por sus actuaciones en el episodio. El sitio escribió: "Después de toda esa confusión psicológica, Nat y Donna llegaron a una especie de tregua en un momento conmovedor al final cuando Donna interpretó "Baby I Love You" de The Ronettes y miró fijamente a los ojos de su hija, sus quejas se desvanecieron en revela una nueva comprensión. Fue complicado y confuso, y al final no todo se resolvió claramente, pero se sintió dolorosamente real en todo momento, gracias al trabajo sorprendentemente íntimo de Elliott y Curtis".